# Kisfentős
Kisfentős (románul Finteuşu Mic) falu Romániában, Máramaros megyében. Közigazgatásilag Kővárhosszúfalu községhez tartozik. 

## Története
Határában sgraffito-díszítésű, népvándorlás korabeli cserépedénytöredéket tártak fel. 
1424 és 1470 között a Bélteky család birtoka volt, ezután a Drágfi családe. A Drágfiak kihalása után a Kővárvidék részként a gróf Teleki család birtokába került.
Ortodox temploma 1908-ban épült.
1850-ben 395, 1880-ban 484, 1900-ban 588, 1920-ban 546, 1941-ben 600, 1956-ban 746, 1977-ben 788, 1992-ben 776, 2002-ben 894 lakosa volt. A románok mellett az 1960-as évektől kezdve egyre nagyobb arányú cigány élt itt, számuk 2002-ben 417 fő volt.